# 50 Librae
50 Librae är en vit stjärna i huvudserien i stjärnbilden Vågen.
50 Librae har visuell magnitud +5,53 och är synlig för blotta ögat vid god seeing. Den befinner sig på ett avstånd av ungefär 490 ljusår.